# Khóa nòng xoay

Cách hoạt động của khóa nòng xoay

Radial-delayed blowback.

Khoá nòng xoay (hay còn gọi là thoi nạp đạn xoay) là một dạng khóa nòng được phát triển bởi Johann Nicolaus von Dreyse cho khẩu Dreyse Zündnadelgewehr 1836 và Ferdinand Ritter von Mannlicher cải tiến cơ chế hoạt động để dùng cho khẩu Steyr-Mannlicher M1895 với việc xạ thủ chỉ việc kéo đẩy nút nạp đạn mà không cần xoay. Hệ thống sau đó được cải tiến thêm để dùng chung với các hệ thống nạp đạn tự động khác của các loại súng bán tự động và tự động như AK47, SA80, M1 Garand...
Trong đó các móc của khoá nòng sẽ đi qua các khe phía sau khoang chứa đạn của nòng súng để nạp đạn vào vị trí, sau đó khóa nòng sẽ xoay để các móc này cố định vị trí, khóa viên đạn cố định tại vị trí để nó không bị lệch hay giật khi bắn. Các móc của khóa nòng sẽ giữ vị trí cố định cho đến khi được tác động cho dù là dùng tay xoay hay bởi bộ phận tự động như bệ khóa nòng. Sau khi viên đạn được bắn đi hay muốn lấy viên đạn ra thì khóa nòng sẽ xoay để các móc tách ra khỏi vị trí khóa và rút ra qua các khe.
Khóa nòng xoay thường được sử dụng trong các loại súng có cơ chế nạp đạn bằng khí nén vì nó có cấu tạo rất thích hợp cho loại hệ thống này hoạt động. Tuy nhiên cơ chế này còn được thấy sử dụng trong các loại súng sử dụng khóa nòng trượt, nạp đạn kiểu đòn bẩy hay nạp đạn kiểu bơm.
Một số dòng súng sử dụng khóa nòng xoay:
- M1 Garand
- M16
- AK-47
- TAR-21
- IMI Desert Eagle
- SA80
- Dragunov SVD
- SIG-Sauer MPX
- CMMG Mk45 Guard
- Welrod MkII